# ICQ
ICQ LLC este un program de mesagerie instantă dezvoltat inițial și popularizat de compania din Israel Mirabilis, care a fost achizioționată de America Online (AOL), și din aprilie 2010 e deținută de Grupul Mail.Ru.
Prima versiune a programului a fost lansată în noiembrie 1996 și ICQ a devenit primul serviciu numit "mesagerie instantă", mai târziu patentând tehnologia.
În 2001, ICQ avea peste 100 de milioane de conturi ale utilizatorilor înregistrate. În aprilie 2010, AOL a vândut ICQ-ul lui Digital Sky Technologies pentru suma de 187,5 milioane de $.